# 真土事件
真土事件（しんどじけん）は1878年（明治11年）、神奈川県大住郡真土村（現平塚市）に起こった農民暴動。「真土騒動」「松木騒動」とも言う。

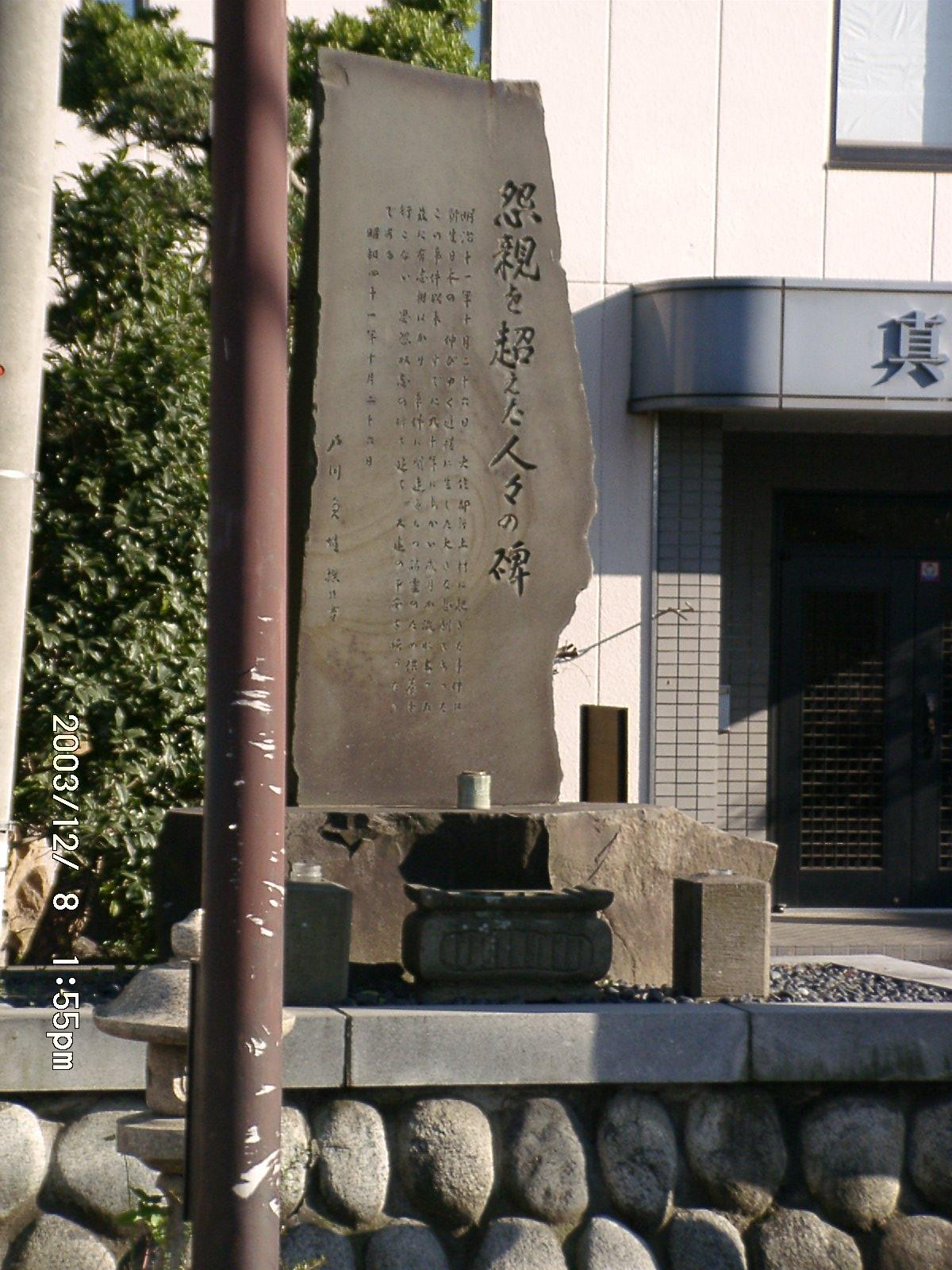
怨親を超えた人々の碑
（平塚市真土3-9-55真土自治会館）

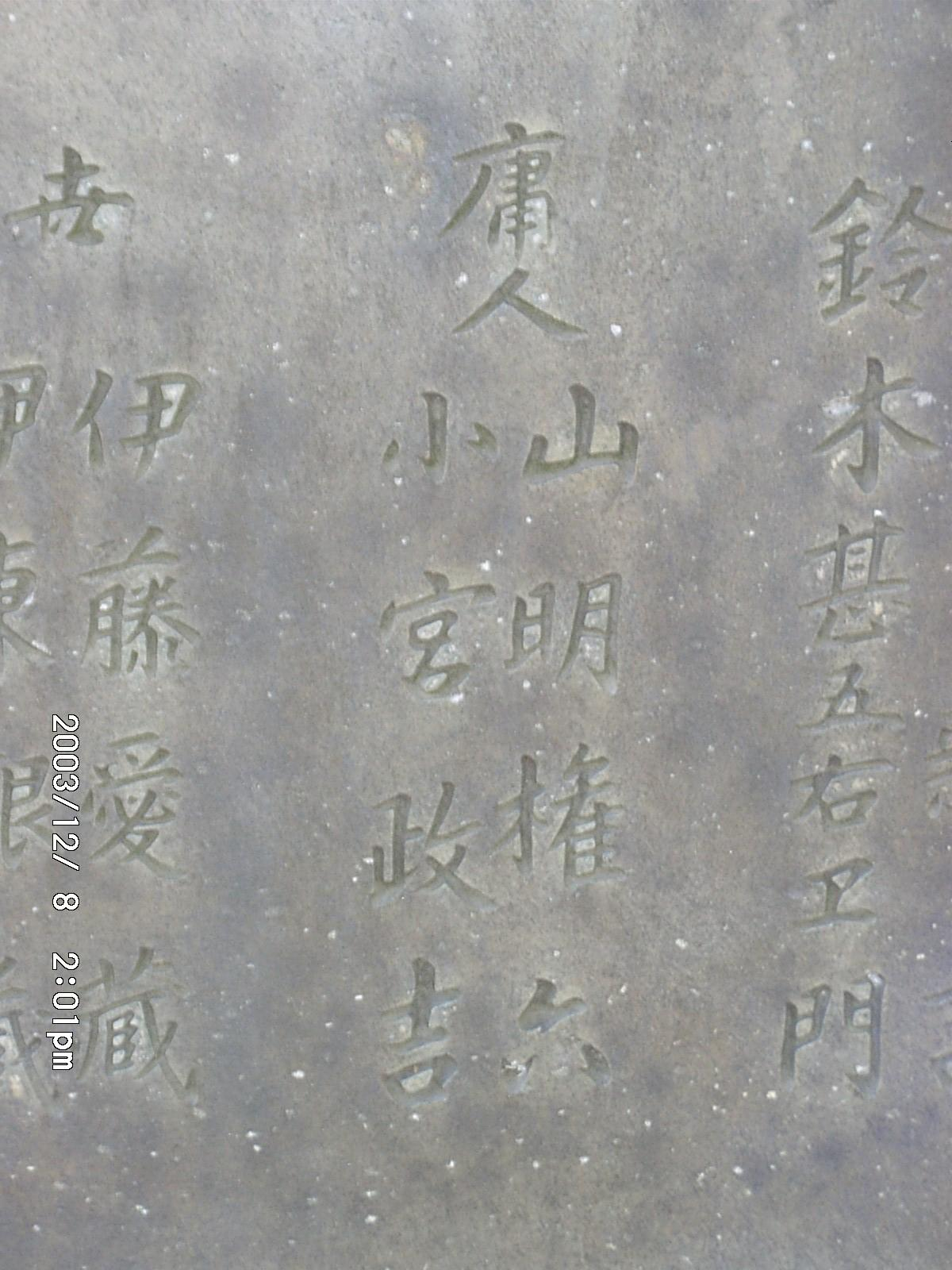
怨親を超えた人々の碑（裏面・部分）
（平塚市真土3-9-55真土自治会館）
ここに見える「山明権六」を『大野誌』は「樹六」としている。

村人は村の戸長に土地を質入れして金を借りていたが、明治8年に地租改正が始まったことにより、所有権喪失を恐れて戸長に掛け合ったところ、戸長が村民65人の質入地235ヘクタールを勝手に自分の名義に変えていたことが発覚。村民が訴えて裁判となり、一審では村人が勝訴したが、二審では敗訴。再審の費用の無い村人は暴動を起こし、戸長一家を殺害した。また泉鏡花はこの事件を素材とした『冠弥左衛門』を書いて文壇にテビューした。

## 関係年表

### 経過
- 1876年（明治9年）11月、冠弥右衛門ら六五名は区長兼戸長職にあった松木長右衛門に土地の請け戻しを横浜裁判所に訴え、勝訴。裁判長は立木兼善。
- 1878年（明治11年）9月、松木は上等裁判所に控訴。二審では冠弥右衛門らは敗訴した。司法省にも直訴したが取り上げられなかった。松木からの貸金の取り立てのほか、訴訟費用や延納小作料の厳しい請求を受け、大審院への控訴費用がないどころか、凍餓の危機を迎える。
- 1878年（明治11年）10月26日深夜、冠弥右衛門以下26名の村民が松木長右衛門の家を焼打にし、7名殺害、4名に傷を負わせた。[2]

### 結果
- 事件後、警官300名が動員され、村の15歳から60歳の男子全員が平塚の阿弥陀寺に集められて取り調べを受け、冠ら16名が逮捕され、容疑者計56名が横浜に護送された[3]。
- 1878年（明治11年）11月21日、大住郡・淘綾郡・愛甲郡140村の戸長・村惣代など1800名の署名が集められ、神奈川県令野村靖宛の助命嘆願書が県庁に提出された[3]。こうした嘆願運動は翌年まで続き、嘆願署名者は1万5000人に達した[3]。
- 1879年（明治12年）5月、建長寺住職の松本等隣は、円覚寺住職の今北洪川、清浄光寺（藤沢・遊行寺）住職の他阿尊敬とともに神奈川県令野村靖宛に減刑の「嘆願書」を提出。
- 1880年（明治13年）5月、横浜裁判所は加害者の冠ら4人に斬罪、8人に懲役8年余、14人に懲役3年を申し渡す[4]。
- 1880年（明治13年）6月、嘆願書を受け取っていた野村が右大臣の岩倉具視に上申し、明治天皇の御前会議を経て、死罪の4名は無期懲役に減刑される[1]。
- 1890年（明治23年）、大日本帝国憲法発布の恩赦により全員無罪となり、帰村した[1]。

### 影響
- 1880年（明治13年）、武田交来『冠松真土夜嵐』刊。
- 1881年（明治14年）6月、初代柳亭燕枝（初代談洲楼燕枝）（仮名垣魯文の弟子のあら垣痴文）は横浜市住吉町港座で『深山の松木間月影』を上演。主演は初代中村時蔵、二代目坂東志うか、嵐芳五郎ら。未曾有の大入りで、特に時蔵の弥右衛門が好評。
- 1881年（明治14年）7月、横浜市羽衣町下田座（さの座）で『真土の松庭木植換』上演。出演は板東彦十郎、中村伝五郎、市川寿美之丞ら。同劇場未曾有の大入り。
- 1881年（明治14年）10月、松方正義が大蔵卿に就任し、松方デフレにより農産物価暴落し、農村は不景気のどん底に沈んだ[5]。
- 1882年（明治15年）2月15日、冠弥右衛門、養親を理由として、収贖（しゅうしょく・罰金での代替）による出獄を許可される。
- 1883年（明治16年）4月29日、大住郡堀山下村61名の総代として、南条繁次郎以下十数名が、同村山口太平宅に押し寄せて恐迫。
- 1883年（明治16年）10月14日、同郡小易村農民40余名が、同村字丹沢山に集結して竹槍などを持ち出して、同村大森幾太郎、大津定右衛門、鈴木三右衛門らを襲おうと計画。一色村の金貸し露木卯三郎に対する負債返済を巡る騒ぎで、警察に説諭されて解散[6]。露木は残忍な債法から「相卯」と呼ばれた悪名高い高利貸で、以前から多くの債権者から恨まれていた[7][8]。
- 1884年（明治17年）3月16日、大住郡、足柄上郡の村民が露木卯三郎を暴行せんと土屋村の峠に集合し、警官3名が出動し、解散[6][8]。
- 1884年（明治17年）3月29日夜、同郡吉際村ほか7ヶ村の民40余名が大神村字八幡下に集結して戸田村小塩八郎右衛門からの負債返済方法を協議し、不穏の形勢を示す。[8]
- 1884年（明治17年）3月、冠弥右衛門鎌倉の光明寺に徒弟入りし、全国の寺社巡礼開始。
- 1884年（明治17年）4月7日、高座郡吉岡村の住民100名が露木卯三郎の負債返済の相談のため集合、警察の説諭により解散[6][8]。
- 1884年（明治17年）5月15日、淘綾郡山下村の近藤甚蔵ほか3郡6村の10名が、娘の嫁ぎ先である大磯宿の旅館に身を隠していた露木卯三郎とその雇人露木幸助を襲って両人を斬殺（露木事件、一色騒動などと呼ばれる）[8]。首謀者らは大磯宿で斬罪の厳刑。露木家遺族は大方の債権を放棄[8]。
- 1884年（明治17年）5月27日、大住郡44か村の農民300名が共進社への負債返済を巡って秦野の弘法山に立てこもって協議[8]。
- 1884年（明治17年）6月11日、露木事件を利用した脅迫が相次ぐ中、大住郡馬入村戸長宛に江陽銀行社長宅に放火するという脅迫文届き、2日後に親族宅も焼き払うという噂が立ち、銀行は負債に関し示談内済の処置をする[6][8]。
- 1884年（明治17年）7月30日、高座郡上鶴間に農民300人が集まり、銀行などへの負債返済協議、農民騒動が県の東部に波及する[8]。
- 1884年（明治17年）8月10日、高座・奥多摩・都筑3郡の千人単位の農民が御殿峠に集まり蜂起し（御殿峠事件）、困民党運動始まる[8]。
- 1884年（明治17年）9月1日、困民党の塩野倉之助への弾圧を機に農民200人が蜂起[8][9]。
- 1884年（明治17年）10月31日、困民党による秩父事件起こる。
- 1885年（明治17年）8月15日、露木殺しの加害者8人の死刑が執行される[6]。
- 1888年（明治21年）、冠弥右衛門帰郷。平塚市八幡長善寺に入り、12月15日に死去。
- 1892年（明治25年）10月1日、泉鏡花『冠弥左衛門』を京都日出新聞に掲載開始。同年11月20日まで。鏡花の文壇処女作。弥右衛門を弥左衛門と変えている。また、明治の事件ながら、江戸時代を舞台に変更されている[10]。
- 1894年（明治25年）、泉の『冠弥左衛門』が『北陸新報』にも『義民実伝仏師表徳』と題名を変えて転載された[10]。京都の日出新聞連載時には不評であったが、この転載は好評を受けた[10]。

### 同時代
- 「横浜毎日新聞」1876年8月25日、9月7日、10月7日、1978年9月2日、10月29日、31日、11月2日、21日、26日、12月1日、20日、1879年2月27日、5月11日。
- 「東京横浜毎日新聞」1880年6月15日、1882年1月13日。
- 「真土村長右衛門謀殺一件」「仮名読新聞」1878年11月5日-11日。
- 「神奈川県真土村騒動の始末」「読売新聞」1880年6月3日。
- 「東京日日新聞」1878年10月30日、11月1日、2日。
- 「郵便報知新聞」1878年10月30日-31日。
- 「東京絵入新聞」1978年10月31日。
- 「東京さきがけ」1978年11月4日。
- 武田交来『冠松真土夜暴動』（かんむりまつまどのよあらし）錦松堂、1880年9月、所収『明治文学全集(2)明治開花期文学集（二）』筑摩書房、1967年 p213-。
- 富田砂莚（校閲）『相州奇談・真土晒月疊之松蔭』守屋正造刊、1880年6-9月、所収『増訂維新農民蜂起譚』1965年 p328。
- 雑炊亭狸雄『絵入真土村義農精心』錦松堂、1880年8月。
- 羽田富治郎編『真土村恨の寝刃』、所収『絵本』（全15冊）1881-1883年。
- 早川弘毅『真土村冠松木』金英堂、1882年9月。
- 泉鏡花『冠弥左衛門』1892年。
- 松林伯知『真土村焼討騒動』大川屋、1901年12月。

### 現代
- 平塚市教育委員会『大野誌』1958年 p110-111,300,360,386。
- 神奈川県図書館協会郷土資料編集委員会『神奈川県皇国地誌残稿（上）』神奈川県図書館協会、1963年 p784。
- 平塚市中学校研究会社会研究部編『市内巡検史料』1965年 p38-39。
- ｢怨親を超えた人々の碑｣。神奈川県平塚市の真土公民館前の庭の石碑。1966年10月26日建立。
- 平塚市『平塚市郷土誌事典』1976年、｢真土神社｣の項、｢東光寺｣の項。
- 神奈川県『神奈川県史・資料編(13)近代・現代 (3)』1977年 p2,461。
- 平塚市『平塚市史―資料編近代 (1)―』1987年 p323-324 381,443。
- 鎌倉市『図説鎌倉年表』1989年。
- 井上弘『平塚―ゆかりの文人たち―』門土総合出版、1993年12月 p243。